# Temporada 1984 de las Grandes Ligas de Béisbol
La Temporada 1984 de las Grandes Ligas de Béisbol comenzó el 2 de abril y finalizó cuando Detroit Tigers derrotó en 5 juegos a San Diego Padres en la Serie Mundial.

## Premios y honores
- MVP
  - Willie Hernández, Detroit Tigers (AL)
  - Ryne Sandberg, Chicago Cubs (NL)
- Premio Cy Young
  - Willie Hernández, Detroit Tigers (AL)
  - Rick Sutcliffe, Chicago Cubs (NL)
- Novato del año
  - Alvin Davis, Seattle Mariners (AL)
  - Dwight Gooden, New York Mets (NL)
- Mánager del año
  - Sparky Anderson, Detroit Tigers (AL)
  - Jim Frey, Chicago Cubs (NL)

## Temporada Regular
Liga Americana
| División Este     | División Este | División Este | División Este | División Este | División Este | División Este |
| Equipo            | V             | D             | CTE           | JD            | LOCAL         | VISITA        |
| ----------------- | ------------- | ------------- | ------------- | ------------- | ------------- | ------------- |
| Detroit Tigers    | 104           | 58            | 0.642         | —             | 53–29         | 51–29         |
| Toronto Blue Jays | 89            | 73            | 0.549         | 15            | 49–32         | 40–41         |
| New York Yankees  | 87            | 75            | 0.537         | 17            | 51–30         | 36–45         |
| Boston Red Sox    | 86            | 76            | 0.531         | 18            | 41–40         | 45–36         |
| Baltimore Orioles | 85            | 77            | 0.525         | 19            | 44–37         | 41–40         |
| Cleveland Indians | 75            | 87            | 0.463         | 29            | 41–39         | 34–48         |
| Milwaukee Brewers | 67            | 94            | 0.416         | 36½           | 38–43         | 29–51         |

| División Oeste     | División Oeste | División Oeste | División Oeste | División Oeste | División Oeste | División Oeste |
| Equipo             | V              | D              | CTE            | JD             | LOCAL          | VISITA         |
| ------------------ | -------------- | -------------- | -------------- | -------------- | -------------- | -------------- |
| Kansas City Royals | 84             | 78             | 0.519          | —              | 44–37          | 40–41          |
| California Angels  | 81             | 81             | 0.500          | 3              | 37–44          | 44–37          |
| Minnesota Twins    | 81             | 81             | 0.500          | 3              | 47–34          | 34–47          |
| Oakland Athletics  | 77             | 85             | 0.475          | 7              | 44–37          | 33–48          |
| Chicago White Sox  | 74             | 88             | 0.457          | 10             | 43–38          | 31–50          |
| Seattle Mariners   | 74             | 88             | 0.457          | 10             | 42–39          | 32–49          |
| Texas Rangers      | 69             | 92             | 0.429          | 14½            | 34–46          | 35–46          |

Liga Nacional  
| División Este         | División Este | División Este | División Este | División Este | División Este | División Este |
| Equipo                | V             | D             | CTE           | JD            | LOCAL         | VISITA        |
| --------------------- | ------------- | ------------- | ------------- | ------------- | ------------- | ------------- |
| Chicago Cubs          | 96            | 65            | 0.596         | —             | 51–29         | 45–36         |
| New York Mets         | 90            | 72            | 0.556         | 6½            | 48–33         | 42–39         |
| St. Louis Cardinals   | 84            | 78            | 0.519         | 12½           | 44–37         | 40–41         |
| Philadelphia Phillies | 81            | 81            | 0.500         | 15½           | 39–42         | 42–39         |
| Montreal Expos        | 78            | 83            | 0.484         | 18            | 39–42         | 39–41         |
| Pittsburgh Pirates    | 75            | 87            | 0.463         | 21½           | 41–40         | 34–47         |

| División Oeste       | División Oeste | División Oeste | División Oeste | División Oeste | División Oeste | División Oeste |
| Equipo               | V              | D              | CTE            | JD             | LOCAL          | VISITA         |
| -------------------- | -------------- | -------------- | -------------- | -------------- | -------------- | -------------- |
| San Diego Padres     | 92             | 70             | 0.568          | —              | 48–33          | 44–37          |
| Atlanta Braves       | 80             | 82             | 0.494          | 12             | 38–43          | 42–39          |
| Houston Astros       | 80             | 82             | 0.494          | 12             | 43–38          | 37–44          |
| Los Angeles Dodgers  | 79             | 83             | 0.488          | 13             | 40–41          | 39–42          |
| Cincinnati Reds      | 70             | 92             | 0.432          | 22             | 39–42          | 31–50          |
| San Francisco Giants | 66             | 96             | 0.407          | 26             | 35–46          | 31–50          |

## Postemporada
|  | Campeonato de la Liga | Campeonato de la Liga | Campeonato de la Liga |   |    | Serie Mundial  | Serie Mundial | Serie Mundial |
|  |                       |                       |                       |   |    |                |               |               |
|  | Este                  | Detroit Tigers        | 3                     |   |    |                |               |               |
|  | Oeste                 | Kansas City Royals    | 0                     |   |    |                |               |               |
|  |                       |                       |                       |   | AL | Detroit Tigers | 4             |               |
|  |                       | NL                    | San Diego Padres      | 1 |    |                |               |               |
|  | Este                  | Chicago Cubs          | 2                     |   |    |                |               |               |
|  | Oeste                 | San Diego Padres      | 3                     |   |    |                |               |               |

|                                      |
| Campeón Detroit Tigers Cuarto Título |

## Líderes de la liga

### Liga Americana
Líderes de Bateo 
| Categoría           | Jugador          | Equipo | Marca |
| ------------------- | ---------------- | ------ | ----- |
| Porcentaje de bateo | Don Mattingly    | NYY    | .343  |
| Cuadrangulares      | Tony Armas       | BOS    | 43    |
| Carreras Impulsadas | Tony Armas       | BOS    | 123   |
| Carreras Anotadas   | Dwight Evans     | BOS    | 121   |
| Hits                | Don Mattingly    | NYY    | 207   |
| Robo de Bases       | Rickey Henderson | OAK    | 66    |

Líderes de Pitcheo 
| Categoría         | Jugador         | Equipo | Marca |
| ----------------- | --------------- | ------ | ----- |
| Victorias         | Mike Boddicker  | BAL    | 20    |
| Derrotas          | LaMart Hoyt     | CHW    | 18    |
| ERA               | Mike Boddicker  | BAL    | 2.79  |
| Ponches           | Mark Langston   | SEA    | 204   |
| Entradas Lanzadas | Dave Stieb      | TOR    | 267   |
| Juegos salvados   | Dan Quisenberry | KCR    | 44    |

### Liga Nacional
Líderes de Bateo 
| Categoría           | Jugador                  | Equipo  | Marca |
| ------------------- | ------------------------ | ------- | ----- |
| Porcentaje de bateo | Tony Gwynn               | SDP     | .351  |
| Cuadrangulares      | Dale Murphy Mike Schmidt | ATL PHI | 36    |
| Carreras Impulsadas | Mike Schmidt Gary Carter | PHI MON | 106   |
| Carreras Anotadas   | Ryne Sandberg            | CHC     | 114   |
| Hits                | Tony Gwynn               | SDP     | 213   |
| Robo de Bases       | Tim Raines               | MON     | 75    |

Líderes de Pitcheo 
| Categoría         | Jugador         | Equipo | Marca |
| ----------------- | --------------- | ------ | ----- |
| Victorias         | Joaquín Andújar | STL    | 20    |
| Derrotas          | Jeff Russell    | CIN    | 18    |
| ERA               | Alejandro Peña  | LAD    | 1.53  |
| Ponches           | Dwight Gooden   | NYM    | 276   |
| Entradas Lanzadas | Joaquín Andújar | STL    | 261.1 |
| Juegos salvados   | Bruce Sutter    | STL    | 45    |